# سدریک بلفریج
سدریک هنینگ بلفریج (انگلیسی: Cedric Henning Belfrage; ۸ نوامبر ۱۹۰۴ – ۲۱ ژوئن ۱۹۹۰) منتقد فیلم، روزنامه‌نگار، نویسنده، فعال سیاسی اهل بریتانیا بود.
وی همچنین برندهٔ جوایزی همچون کمک‌هزینه گوگنهایم شده‌است.